# 顧隣
顧隣（？－1830年），中國清朝官員，本籍中國浙江。顧隣於1828年（道光8年）接替熊飛，於台灣擔任台灣府台灣縣知縣。管轄約今台灣南部之嘉義縣、嘉義市、台南縣、市全境及高雄縣部份區域。該區域面積約為4500平方公里，也是清治時期台灣島之漢人集中地所在。1830年，他卒於任。
| 前任： 熊飛 | 台灣府台灣縣知縣 1828年上任 | 繼任： 徐必觀 |